# Terc-butoxid sodný
terc-Butoxid sodný (zkráceně t-butoxid sodný) je organická sloučenina patřící mezi alkoholáty. Jde o silnou nenukleofilní zásadu. Je podobně reaktivní jako častěji používaný terc-butoxid draselný.
Lze jej připravit reakcí terc-butanolu s hydridem sodným.

## Použití
Nejčastěji se tato látka používá jako nenukleofilní zásada. Příkladem reakce, při níž se používá, je Buchwaldova–Hartwigova aminace.